# 分家
分家是東亞地區的一种习俗，指一个大家庭的男性子嗣在结婚、成年后将原有家庭分裂为若干个小规模的家庭的过程。物质方面主是财产、债务等分割:94。

## 原因
近代以前，中国长期处于農業社會，多为同居共财的大家庭模式。至当代，核心家庭、主干家庭成为主流:93。
分家的原因有可能出于家庭的家长无力管理整个大家庭，或被认为管理效益低于分家后各个小家庭的总和，大家庭难以继续维持下去，于是就会进行对大家庭的分家。而事实上的情况是，男性大家长年老力衰或去世后，其配偶无法对整个家庭进行支配管理，已婚儿子之间对家庭主导权的争议:93，又或者已成年的长子不愿承担对未成年的弟妹扶持照顾的义务，因此要进行分家。
1995年时，中华人民共和国研究者对河北省辛集市农村的调查显示，长子成婚后，形成新的核心家庭，分灶吃饭。次子结婚后，则进行分家:93—94。

## 过程
分家就是对大家庭的财产、债务进行重新分配到每个即将产生的小家庭，同时也对各个小家庭将来的义务进行约定。分家是一种非常特殊的家庭会议，是整个家庭非常重大的家庭政治生活，全部家庭成员都应该到场参与。此外，还需要和家庭成员没有直接利益关系偏向的第三者充当公正人，往往会邀请村长、族长、舅老爷等公认的德高望重者担任，以资监督其过程的公正性。在分家的会议上，家庭财产会进行按小家庭的数量进行平均分割，并明确老人的赡养:95。
在中国，自汉武帝罢黜百家，独尊儒术，提倡孝道；瞻养父母之首选为嫡长子，因此分家时嫡长子可较其余子女多分家产，多分的财产称为“长支财”，一般可达总资产的一半。嫡长子分完长支财后，所余家产再由包括嫡长子在内的诸子均分，且并不分嫡庶。这种继承制为历代法律所规定，并成为中国传统民俗之一部分。对于宗祧和官爵，“宗”为近祖之庙，“祧”为远祖之庙。一家之中，每一世系只能有一位男性嫡子或其后代享有宗祧继承权。宗祧承继即是对祖先血统的正常继承，同时也决定着财产继承的份额。宗祧和官爵的承继以嫡长子为法定的第一顺序继承人，无嫡长子者立嫡长孙或其后代，若嫡长子无后，以长幼依次按其他嫡子与其后代宗祧庶长子及其后代、其他庶子与其后代的顺序继承。
在古代中国，女子多没有继承权，而且旧式家庭的已婚女儿是没有权利接受家庭分割的财产的。但值得注意的是，还未婚配的中国女子在古代虽不能直接于分家时分得财产；但她们却可以嫁妆形式间接分得部分家产。自南宋以降的历代法律中，女儿可分得相当于儿子分得的财产的二分之一。因此，古时女儿出嫁时，嫁妆的上限须按当时的家产以假设分家来计算：嫡长子分完长支财后，余财由所有子女再分，诸女均分所得是诸子均分所得之一半。嫁妆不能超过此一上限。例如一户有三子三女，均未成婚，但长女即将出嫁。如此时分家，长子先分完占当时家产一半的长支财，剩下的另一半三子各得九分之二，三女各得九分之一，也即三女各得全部家产的十八分之一，长子分得全部家产的十八分之十一，长子以外的诸子各得全部家产的九分之一。这也是为何古代中国已婚女儿是没有权利接受家庭分割的财产的，肇因她们出嫁时已经以嫁妆的形式分过了。
到了近代，随着妇女解放运动和平权思想的普及，現在中国（含港澳）的法律都也規定了财产均等继承制度，并且把“子”扩展到女儿，各子女具有相等的继承权。但财产继承方面奉行“传男不传女”，仍是为普遍现象。2015年，中国大陆一项对公证遗嘱的调查报告显示，大多数被继承人通过遗嘱继承的方式，在生前指定儿子为财产继承人。以规避《中华人民共和国继承法》中，法定继承时，配偶、女儿和儿子享有平等继承权的法律规定。基于上述原因，旧式中国家庭往往在分配家庭财产时，排除女儿（招婿入赘的除外），平均分配给诸子:94。对分家的议定结果，会形成书面文字的协议，并由参与各方进行确认，最终签名或按指印确认，具有合法效果。

## 影响
分家是家庭分裂的一个重要过程，使每个家庭结构变得简单轻盈，提高社会生产效率。但分家往往也是成年的儿子不愿为父母亲承担扶持弟妹的义务，分家后往往难以做到应尽的赡养义务，对社会道德产生一定的冲击，产生社会问题。
由于中国大陆在二十世纪七八十年代实施独生子女政策，现今的中国“独生子女化”社会已較少出現分家的问题。

## 备注
1. ↑  主干家庭由两代或两代以上已婚家庭成员组成，每代最多不超过一对夫妻且中间无断代[1]:93。